# Poligamia (banda)
Poligamia fue una banda colombiana de pop rock fundada en Bogotá, Colombia en la década de 1990 por Andrés Cepeda, Juan Gabriel Turbay, Freddy Camelo, Gustavo Gordillo, Virgilio Guevara y César López. 
Cepeda, Turbay y Gordillo fueron al Colegio Emilio Valenzuela y empezaron tocando juntos en el 90.
Camelo y Guevara habían tocado juntos en el pasado y se unieron a la banda posteriormente. César López reemplazó a Virgilio Guevara cuando él se retiró de la banda en 1993 para continuar su carrera como diseñador en el exterior.

## Trayectoria
Su primer álbum, Una Canción, fue producido y lanzado en 1993 por Sony Music, después de que el grupo ganara un concurso denominado "Batalla local de las bandas" promovida por una emisora de radio componiendo y cantando el tema Bailando sobre tu piel.
Los principales temas del álbum eran: Desvanecer, compuesto por Turbay, Te regalo una canción y Beverly Hills. La canción "Beverly Hills" fue compuesta principalmente porque en aquel momento la serie de televisión "Beverly Hills, 90210" era famosa en la televisión local.
Su segundo álbum fue lanzado en 1995 bajo el título Vueltas y Vueltas. Los principales hits eran Confusión, compuesto por Turbay, la versión dura de Mi generación y Fue sólo amor. El álbum final de estudio llamado Promotal 500mg fue lanzado en 1996, y no recibió una gran aceptación de las audiencias y no tenía ningún tema principal.

### La separación
Poligamia decidió separarse en 1998 debido al interés de cada miembro de seguir diversas carreras en música y la producción. El concierto de la despedida se programó como el primero en un festival con bandas diferentes de rock de Bogotá y fue registrado como un álbum en vivo llamado "Buenas Gracias - Muchas Noches", que incluyó una nueva canción llamada Hasta que venga la mañana. También incluyó un tema extra llamado Ciertas cosas. Esta canción fue regrabada por Andrés Cepeda para su primer álbum como solista Sé morir.

### El reencuentro
Durante el mes de octubre del 2015 se conoció que la banda tendría un concierto de reencuentro; la fecha del evento fue el 4 de diciembre de 2015 en la ciudad de Bogotá. César López, Andrés Cepeda, Fredy Camelo, Gustavo Gordillo y Juan Gabriel Turbay confirmaron su participación.

## Discografía
| Año  | Álbum             | Canciones |
| ---- | ----------------- | --- |
| 1993 | Una Canción       | - Estúpida ilusión - Beverly Hills - Blanca piel - Bailando sobre tu piel - Muchacha - Acércate - Búscame - Te regalo una canción - El gato - Desvanecer - Al norte de tu corazón                                         |
| 1995 | Vueltas y Vueltas | - Solo por eso - Confusión - Carrusel - Monstruo Lucas, ¿eres tú? Sí - Fue solo amor (Versión dura) - Guitarra y Rhodes - Luna llena - Mensajes en la radio - No tengo tu amor - Medicinas - Mi generación (Versión dura) |

| Año  | Álbum                          | Canciones |
| ---- | ------------------------------ | --- |
| 1996 | Promotal 500mg                 | - Sale - Los domingos - Vítor y Étor - Cambios - No hablemos mierda - Déjame en paz - El baile del gamín - Regresión - Casualidad - La montaña - Rodeado de tu amor - Hay que vencer el miedo |
| 1998 | Buenas Gracias - Muchas Noches | - Mariachimago (intro) - Vítor y Étor - Solo por eso - Cambios - Búscame - Luna llena - Hasta que venga la mañana - Acércate - Te regalo una canción - Fue solo amor - Regresión - Confusión - Casualidad - Déjame en paz - No hablemos mierda - La montaña - Desvanecer - Mi generación - Ciertas cosas |